# Aderus fasciolatus
Aderus fasciolatus é uma espécie de inseto besouro da família Aderidae. Foi descrita cientificamente por Sylvain Auguste de Marseul em 1882.

## Distribuição geográfica
Habita em Jacarta (ilha de Java, Indonésia).